# Vila Matilde
 (mai 2022).
La mise en forme du texte ne suit pas les recommandations de Wikipédia : il faut le « wikifier ».
Les points d'amélioration suivants sont les cas les plus fréquents. Le détail des points à revoir est peut-être précisé sur la page de discussion.
- Les titres sont pré-formatés par le logiciel. Ils ne sont ni en capitales, ni en gras.
- Le texte ne doit pas être écrit en capitales (les noms de famille non plus), ni en gras, ni en italique, ni en « petit »…
- Le gras n'est utilisé que pour surligner le titre de l'article dans l'introduction, une seule fois.
- L'italique est rarement utilisé : mots en langue étrangère, titres d'œuvres, noms de bateaux, etc.
- Les citations ne sont pas en italique mais en corps de texte normal. Elles sont entourées par des guillemets français : « et ».
- Les listes à puces sont à éviter, des paragraphes rédigés étant largement préférés. Les tableaux sont à réserver à la présentation de données structurées (résultats, etc.).
- Les appels de note de bas de page (petits chiffres en exposant, introduits par l'outil «  Source ») sont à placer entre la fin de phrase et le point final[comme ça].
- Les liens internes (vers d'autres articles de Wikipédia) sont à choisir avec parcimonie. Créez des liens vers des articles approfondissant le sujet. Les termes génériques sans rapport avec le sujet sont à éviter, ainsi que les répétitions de liens vers un même terme.
- Les liens externes sont à placer uniquement dans une section « Liens externes », à la fin de l'article. Ces liens sont à choisir avec parcimonie suivant les règles définies. Si un lien sert de source à l'article, son insertion dans le texte est à faire par les notes de bas de page.
- La présentation des références doit suivre les conventions bibliographiques. Il est recommandé d'utiliser les modèles {{Ouvrage}}, {{Chapitre}}, {{Article}}, {{Lien web}} et/ou {{Bibliographie}}. Le mode d'édition visuel peut mettre en forme automatiquement les références.
- Insérer une infobox (cadre d'informations à droite) n'est pas obligatoire pour parachever la mise en page.

Pour une aide détaillée, merci de consulter Aide:Wikification.
Si vous pensez que ces points ont été résolus, vous pouvez retirer ce bandeau et améliorer la mise en forme d'un autre article.

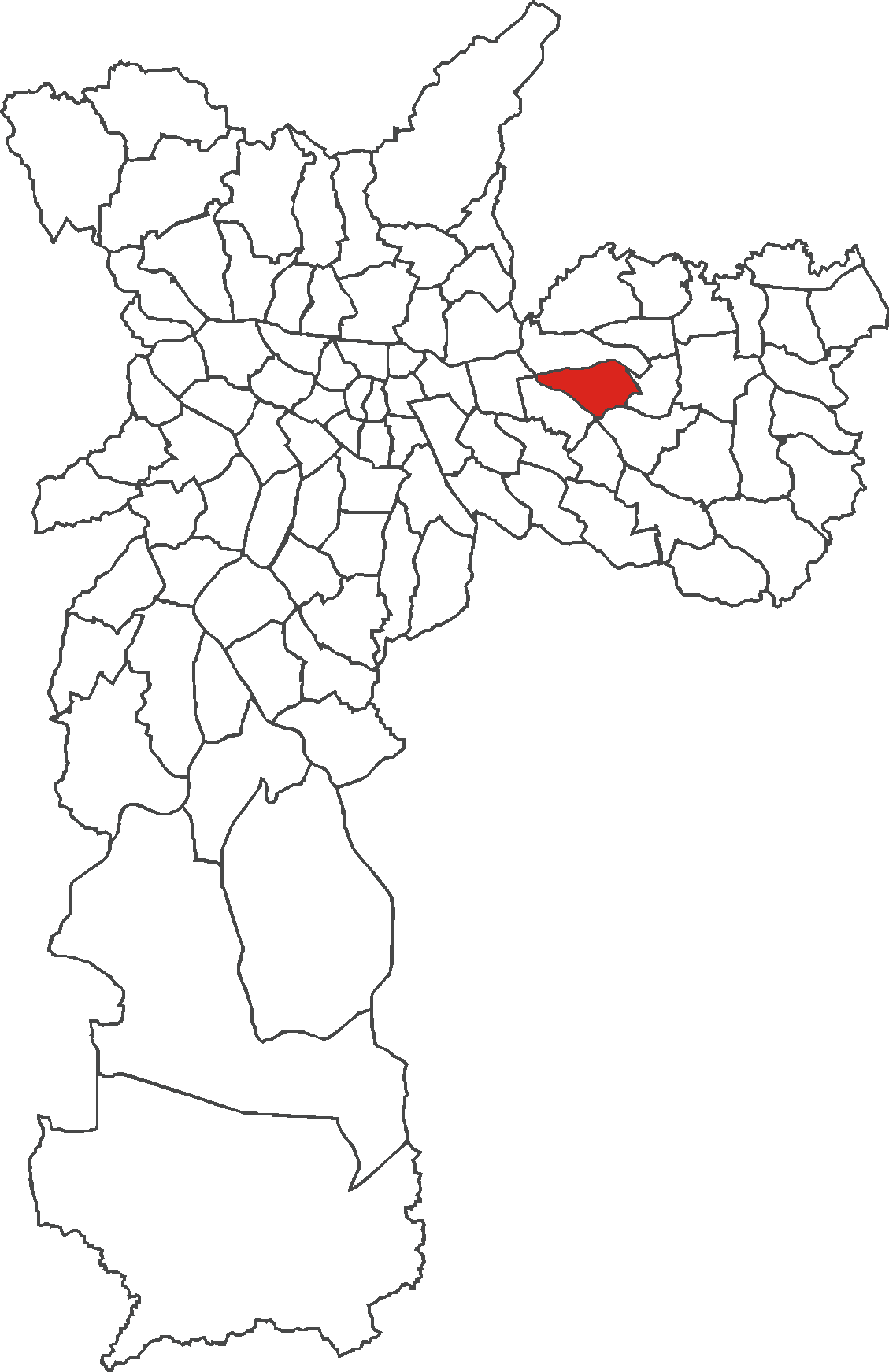
Carte de distribution de Vila Matilde dans São Paulo.

Vila Matilde est un district de la municipalité de São Paulo situé à la zone est de la municipalité et appartenant à la sous-préfecture de Penha.
Les quartiers de Vila Matilde sont : Vila Aricanduva ; Chácara 6 de Outubro ; Vila Eutália ; Vila Dalila ; Jardim Maringá; Vila Talarico ; Vila Nova Savoia ; Vila Guilhermina ; Jardim Triana ; Jardim Assunção ; Jardim Samara ; Jardim São João ; Jardim Hercília ; Vila Palmeirinha ; Cidade Patriarca.

## Histoire
Le district est né dans la deuxième décennie du XXe siècle, au même titre que ses voisins et plusieurs autres quartiers de São Paulo. Il y avait un grand terrain et des gens désireux de l'acheter.Au début des années 1920, ce terrain appartenait à Dona Escolástica Melchert da Fonseca et allait de Guaiaúna (aujourd'hui le quartier de Penha) à Fazenda do Carmo (aujourd'hui le Parque do Carmo, dans le district du même nom Parque do Carmo). Dona Escolástica avait une fille nommée Matilde, qui avait été mariée à l'ancien ministre et ambassadeur José Carlos de Macedo Soares - figure importante de la politique de São Paulo. La zone était très étendue et c'est pourquoi cela s'est fait par étapes pour commencer le grand lotissement, Dona Escolástica a commencé par la partie principale, rendant hommage à sa fille Matilde, avec le nom de Vila Matilde.

## Actualité
Elle est célèbre pour ses vieux carnavals et pour l'école de samba Nenê de Vila Matilde. Le "commerce de quartier" se distingue également, principalement dans la région du quartier de Vila Dalila, et l'avenue Waldemar Carlos Pereira a une bonne partie de son commerce.

## Infrastructure et situation
Le district est en grande partie desservi par la ligne 3 du métro de São Paulo avec les stations : Vila Matilde, Penha, Guilhermina-Esperança et Patriarca, cette dernière située en bordure du district.
En plus du métro, plusieurs lignes de bus SPTrans sont présentes dans le quartier, principalement situées à Avenue Itaquera et Radial Leste.
Le quartier est également traversé par la ligne 11 de la CPTM, mais depuis l'inauguration du soi-disant Express Est en 2000, il n'est plus desservi par les trains urbains. La gare ferroviaire du quartier est actuellement abandonnée et ses deux quais d'embarquement ont été démolies en 2017.

### Districts limitrophes
- Penha - Nord
- Carrão - Ouest et Sud-ouest
- Aricanduva - Sud
- Cidade Líder - Sud-est
- Artur Alvim - Est

### Rues et avenues principales
- Radial Leste - (Conde de Frontin et Antonio Estêvão de Carvalho)
- Avenue Aricanduva
- Avenue Itaquera
- Avenue Waldemar Carlos Pereira
- Avenue Bernardino Brito Fonseca de Carvalho

## Armoiries de Vila Matilde
Les armoiries et le drapeau de Vila Matilde ont été développés à partir du sauvetage historique de la chercheuse et historienne Adriana Lopes, compte tenu de l'étude de l'héraldique et de la contribution de différents peuples à la formation de la ville de São Paulo.
L'écu surmonté du symbole de la victoire, représente la richesse des terres de la région, avec la lettre M au centre, d'or, symbolise le nom du village, Matilde. Le nom choisi pour le premier lotissement construit dans la région était un hommage des parents, D. Escolástica et José Mascarenhas, propriétaires de vastes terres, à la fille du couple, Matilde, en 1922.
Sur les côtés de l'écu se trouve le Symbole de la couronne de laurier de la conquête, en synopsis, nous référant à la distinction et à la gloire du quartier.
Le bouclier est percé d'épées, rappelant la Révolution de 1924, lorsque la gare de Vila Matilde servait de camp aux troupes gouvernementales.
Le bouclier principal est divisé verticalement en champs d'azur et de blanc. Le champ d'azur est l'emblème héraldique de la justice, de la dignité et de la loyauté, ayant au centre la représentation de l'église Nossa Senhora do Belo Ramo, honorant les autres institutions religieuses ; dans le champ en blanc, symbolisant la paix, l'arbre, représentant la Praça da Conquista et le symbole d'une bobine de film, rappelant les espaces de loisirs et culturels du quartier, l'ancien Cine São João et l'ancien club de danse Toco.
La partie inférieure du bouclier est divisée verticalement en champs d'azur et de blanc. Le champ blanc représente l'aigle, symbole de la Grêmio Recreativo Cultural Escola de Samba Nenê de Vila Matilde, fondée en 1949 par Alberto Alves da Silva ; au champ d'azur se trouve la locomotive, représentant la gare de Vila Matilde, ouverte en 1924, apportant des progrès à la région, désactivée en 2000, le quartier ayant actuellement une ligne de métro.
L'écu choisi de forme triangulaire, dans un ton jaine, rappelle la formation géographique du quartier.
Les armoiries ont été présentées aux associations et aux habitants de la région, avec le soutien du sous-maire Thiago Della Volpi de la sous-mairie de Penha, cherchant à contribuer à l'identité historique du quartier. Le drapeau a été lancé dans la plus ancienne institution du village, la Sociedade Amigos de Vila Matilde, le 8 décembre 2019, par l'intermédiaire de son président Alexandre Bueno, à l'occasion du 97e anniversaire du quartier. 